# 이자벨 당굴렘 여백작
이자벨 당굴렘 여백작(프랑스어: Isabelle, comtesse d'Angoulême [izabɛl dɑ̃ɡulɛm[*]: 1186년경 또는 1188년경-1246년 6월 4일)은 존 실지왕의 두 번째 아내로서, 결혼한 1200년부터 존이 죽은 1216년까지 잉글랜드 왕국의 왕비이자 노르망디 공국과 아키텐 공국의 공작부인이었다. 또한 자기 스스로도 1202년에서 1256년까지 앙굴렘 여백작이었다.
존과의 사이에 헨리 3세를 비롯한 2남 3녀를 낳았다. 1220년, 이자벨은 위그 10세 드 뤼지냥 변경백과 결혼해 변경백작부인이 되었고 9명의 자식을 더 낳았다.
몇몇 동시대 문헌에서는 이자벨이 루이 9세의 모후 블랑카에게 모욕을 당한 뒤 루이 9세에 대한 음모를 꾸몄다고 한다. 이자벨은 루이 9세를 독살하려 했지만 실패했고, 체포를 피하기 위해 퐁트브로 수도원으로 도피해 그곳에서 2년 뒤 죽었다고 한다. 흥미로운 궁정 음모담이지만 이것이 정말 사실인지는 검증된 바 없다.